# Ornithidium haemathodes
Ornithidium haemathodes är en orkidéart som först beskrevs av Hipólito Ruiz López och Pav., och fick sitt nu gällande namn av Mario Alberto Blanco och Isidro Ojeda. Ornithidium haemathodes ingår i släktet Ornithidium och familjen orkidéer.
Artens utbredningsområde är Peru. Inga underarter finns listade i Catalogue of Life.